# Wormaldia tarasca
Wormaldia tarasca är en nattsländeart som beskrevs av Bueno-soria och Ralph W. Holzenthal 1986. Wormaldia tarasca ingår i släktet Wormaldia och familjen stengömmenattsländor. Inga underarter finns listade i Catalogue of Life.